# 蒂勒 (朗德省)
蒂勒（法語：Tilh，法語發音：[til]）是法国朗德省的一个市镇，属于达克斯区。

## 地理
蒂勒（43°34'33"N, 0°50'9"W）面积22.86 平方千米，位于法国新阿基坦大区朗德省，该省份为法国西南部沿海省份，是法國本土面积第二大的省，北起吉倫特省，西临大西洋，南至大西洋比利牛斯省，东临热尔省，东北与洛特-加龍省接壤。
与蒂勒接壤的市镇（或旧市镇、城区）包括：阿尔萨格、卡斯泰勒萨拉赞、穆斯卡尔代斯、奥萨日、波马雷兹、博尼特、贝阿恩地区圣日龙。
蒂勒的时区为UTC+01:00、UTC+02:00（夏令时）。

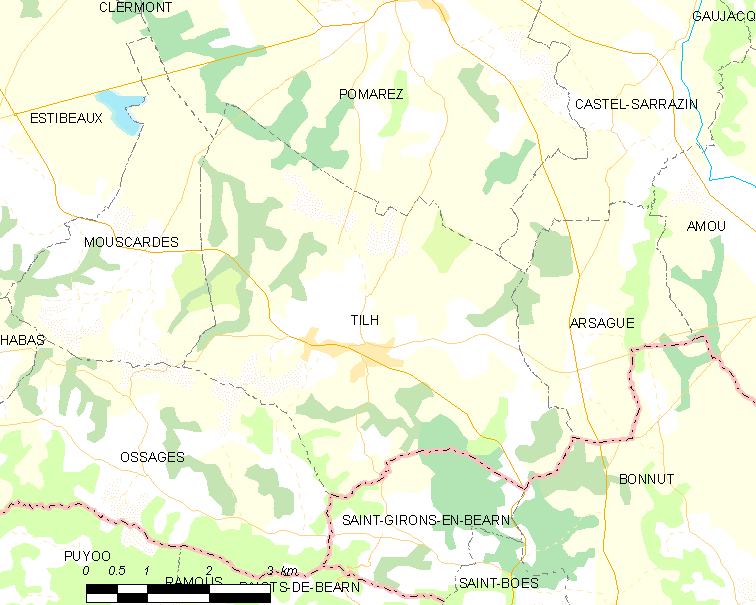
蒂勒的OSM定位图

## 行政
蒂勒的邮政编码为40360，INSEE市镇编码为40316。

## 政治
蒂勒所属的省级选区为奥尔特-阿里冈县。

## 人口

1962-2008年间蒂勒人口变化图示

蒂勒于2022年1月1日时的人口数量为841人。